# Tomoyuki Yamashita
El Rikugun Taishō Tomoyuki Yamashita (japonès: 山下 奉文 – Yamashita Tomoyuki) (8 de novembre de 1885 – 23 de febrer de 1946) va ser un general de l'Exèrcit Imperial Japonès durant la Segona Guerra Mundial; principalment conegut per la conquesta de les colònies britàniques de Malàisia i Singapur, guanyant el malnom de "El Tigre de Malàisia". En finalitzar la guerra va ser jutjat per les atrocitats comeses per les tropes japoneses a les Filipines, sent desposseït de la seva condició de militar i condemnat a morir a la forca.

## Biografia
Yamashita era fill del metge d'Osugi, (actualment part de la vila d'Ōtoyo, Districte de Nagaoka, a la Prefectura de Kōchi). Assistí a les escoles preparatòries de l'exèrcit. Després de graduar-se a la 18a promoció de l'Acadèmia Imperial de l'Exèrcit Japonès el 1905, formà part de la 28a classe de l'Acadèmia de Guerra de l'Exèrcit entre 1913 i 1916.
Entre 1919 i 1926, amb rang de Rikugun Taii, Yamashita va ser destinat a Berlín i a Berna com a agregat militar.
A la seva tornada al Japó va ser destinat a diversos departaments administratius de l'Estat Major General de l'Exèrcit Imperial Japonès, on va promoure infructuosament un pla de reducció militar. Malgrat les seves capacitats, Yamashita va caure en desgràcia com a resultat per les faccions polítiques adverses. Com a membre capdavanter del grup "Camí Imperial", esdevingué un rival de Hideki Tojo i a altres membres de la "Facció de Control". Després de l'Incident del 26 de febrer de 1936, també va caure en desgràcia amb l'Emperador Hirohito, donada a la seva demanda de clemència cap als oficials rebels involucrats a l'intent del cop.

### Primers anys de guerra
Yamashita insistí que el Japó havia d'acabar amb la guerra amb Xina i mantenir relacions pacífiques amb els Estats Units i el Regne Unit, però va ser ignorat i enviat de seguit a un destí irrellevant a l'Exèrcit de Kwantung. Entre 1938 i 1940 va ser destinat a comandar la 4a Divisió, participant en accions contra els insurgents xinesos que lluitaven contra els exèrcits d'ocupació japonesos. Durant aquesta època, s'exposà al foc enemic en repetides ocasions, desitjant una mort en combat, ja que temia haver disgustat l'Emperador (una de les moltes proves de la seva afinitat cap al codi samurai).
Al desembre de 1940, Yamashita va ser enviat en una missió militar clandestina a Alemanya i a Itàlia, on es trobà amb Adolf Hitler i Benito Mussolini.

### Malàisia i Singapur
El 6 de novembre de 1941, Yamashita va ser nomenat comandant del Vint-i-cinquè Exèrcit. El 8 de desembre llançà la invasió de Malàisia des de bases a la Indoxina francesa. Durant la campanya, que va concloure amb la caiguda de Singapur el 15 de febrer de 1942, els 30.000 soldats de Yamashita van capturar a 130.000 soldats britànics, indis i australians, la major rendició de tropes britàniques en tota la història. Yamashita passà a ser conegut com el Tigre de Malàisia.
La campanya i la posterior ocupació japonesa de Singapur va incloure crims de guerra comesos contra els civils i militars aliats capturats, com les matances a l'Hospital Alexandra i Sook Ching. La culpabilitat de Yamashita en aquestes accions encara avui és una qüestió de controvèrsia, tot i que hi ha qui creu que s'hauria d'haver fet més per evitar-los.

### Manxúria
El 17 de juliol de 1942, Yamashita va abandonar Singapur per Manxúria, tornant a tenir un càrrec de comandament al Primer Exèrcit, tot i que quedà en un segon terme durant la major part de la Guerra del Pacífic.
Se suposa que el Primer Ministre Tojo va ser responsable d'aquest càstig, perquè Yamashita es referí als ciutadans de Singapur com a "ciutadans de l'Imperi Japonès" en un discurs als líders seus civils el 1942; quan el govern japonès no considerava que els habitants dels territoris ocupats haguessin de tenir els drets o privilegis dels ciutadans japonesos.

### Filipines
El 1944, quan la situació de la guerra ja era crítica pel Japó, Yamashita assumí el comandament del 14è Exèrcit d'Àrea per defensar les Filipines. L'Exèrcit nord-americà desembarcà a l'illa de Leyte el 20 d'octubre, només 10 dies després de l'arribada de Yamashita a Manila. El 6 de gener de 1945, el Sisè Exèrcit estatunidenc desembarcà al golf de Lingayen, a Luzon.
Yamashita comandava uns 262.000 soldats en 3 grups defensius. Intentà reconstruir el seu exèrcit, però abans de poder fer res va ser obligat a retirar-se de Manila cap a les muntanyes del nord de Luzon. Yamashita ordenà a totes les tropes, excepte aquells encarregats de la seguretat, que abandonessin la ciutat. Gairebé de forma immediata, el Kaigun Shōshō Sanji Iwabuchi reocupà Manila amb 16.000 marines i mariners, per tal de destruir totes les instal·lacions portuàries i magatzems navals. Un cop allà Iwabuchi prengué el comandament de 3.750 soldats de la Seguretat de l'Exèrcit, i tot i que contra les ordres específiques de Tomoyuke, convertí la ciutat en un camp de batalla. De les accions de la guarnició japonesa en resultaren més de 100.000 filipins morts, i que després es coneixeria com la Matança de Manila, durant la ferotge lluita pels carrers de la capital que tingué lloc entre el 4 de febrer al 3 de març.
Yamashita usà tàctiques dilatòries per tal de mantenir el seu exèrcit a Kiangan fins al 2 de setembre de 1945, després de la rendició del Japó, on les seves forces quedaren reduïdes a menys de 50.000 soldats. Yamashita es rendí en presència dels Generals Arthur Percival i Jonathan Wainwright, que havien estat presoners de guerra a Manxúria. Irònicament, Percival s'havia rendit a Yamashita després de la Batalla de Singapur. En aquesta ocasió, això no obstant, Percival rebutjà encaixar la mà amb Yamashita, doncs estava furiós per les tàctiques d'extermini emprades pels japonesos contra els presoners de guerra aliats. Sorprenentment, i al contrari del que se suposava que faria, Yamashita no va voler cometre suïcidi abans de rendir-se, explicant la seva decisió dient que algú altre hagués hagut de carregar amb les culpes.

### Judici

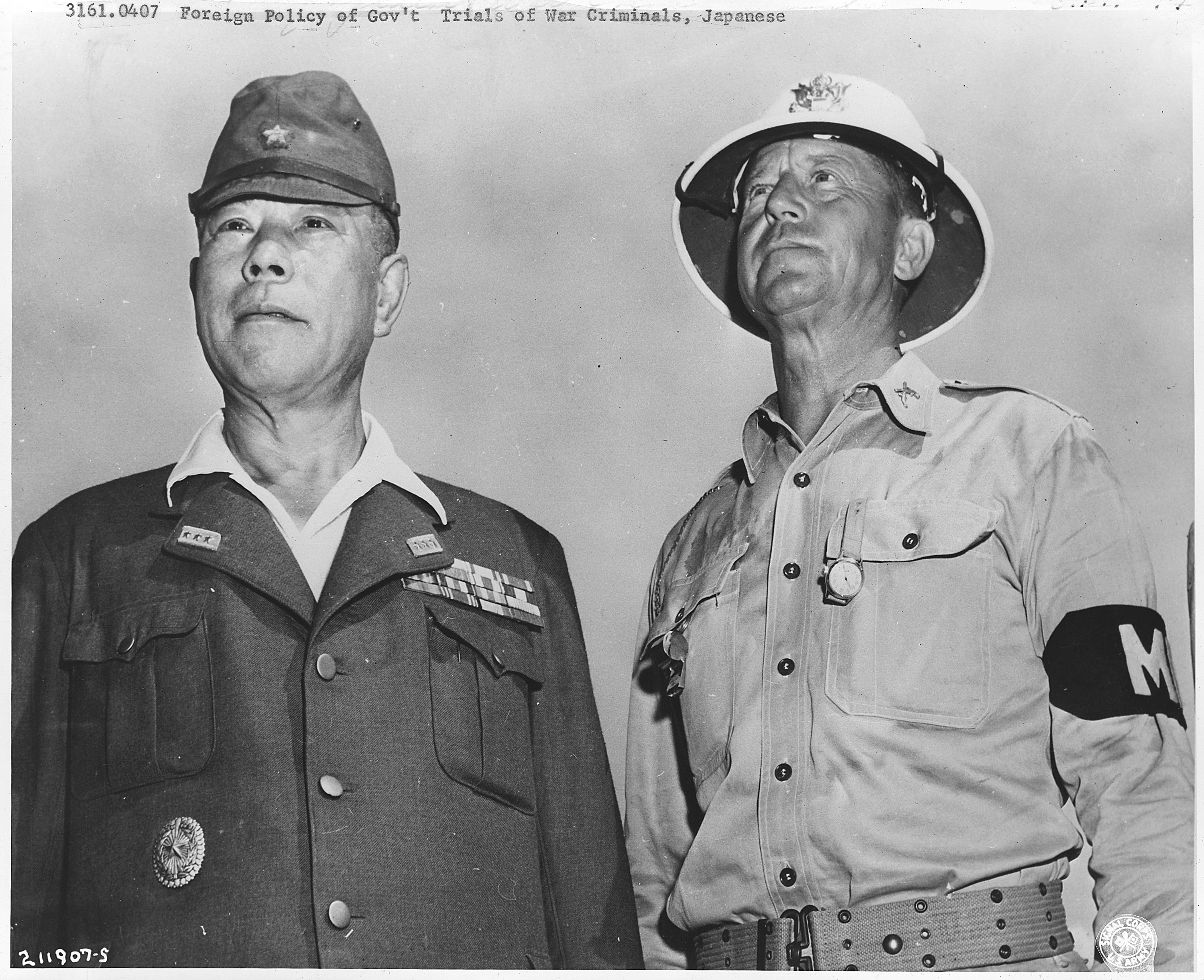
El General Tomoyuki Yamashita i el MP-Major Kenworthy

Entre el 29 d'octubre i el 7 de desembre, un tribunal militar nord-americà jutjà al General Yamashita per crims de guerra amb relació a la Matança de Manila, sentenciant-lo a morir. Aquest cas establí un precedent al jutjar la responsabilitat del comandament pels crims de guerra. Durant el judici, el defensor desafià a Douglas MacArthur, impressionant profundament al Yamashita per la seva dedicació pel cas i reafirmant el seu respecte pels seus enemics. L'advocat estatunidenc,, llavors coronel de l'exèrcit i que servia com a conseller per la defensa, portà l'apel·lació a la Cort Suprema dels Estats Units, que aprovà la condemna per 7 vots a dos, amb els jutges Frank Murphy i Wiley Blount Rutledge escrivint dures opinions en contra.

### Mort
Després de la decisió del Tribunal Suprem, es va fer una apel·lació de clemència al President dels Estats Units Harry S. Truman, però aquest declinà intervenir deixant-ho tot en mans de les autoritats militars. El General MacArthur anuncià que havia confirmat la sentència.
El 23 de febrer de 1946 a la Presó de Los Baños, a uns 50 km al sud de Manila, Tomoyuki Yamashita va ser penjat. Després de pujar els 13 graons del patíbul, se li preguntà si volia fer alguna declaració final.
| « | Com vaig dir al Tribunal Suprem de Manila que vaig fer tot el que vaig poder, no haig d'avergonyir-me davant dels Déus pel que he fet quan haig de morir. Però si em dieu que no tenia capacitat per comandar l'Exèrcit Japonès, no tinc res a dir, doncs és la meva pròpia naturalesa. Ara, el nostre tribunal de guerra segueix a la Cort Suprema de Manila, i desitjo que es justifiqui sota la vostra bondat i el vostre dret. Sé que tots els afers militars americans sempre tenen un judici tolerant i just. Quan vaig ser investigat pel Tribunal Suprem de Manila vaig tenir un tracte bo, una actitud amable dels vostres oficials de bona naturalesa que sempre em vigilaven. No m'oblido d'ells per tot el que van fer per mi fins quan hagi mort. No culpo al meu botxí. Prego als Déus perquè els beneeixin. Si us plau, facin arribar el meu agraïment al Coronel Clarke i al Tinent Coronel Feldhaus, al Tinent Coronel Hendrix, al Major Guy, al Capità Sandburg al Capità Reel, al Tribunal de Manila i al Coronel Arnand. Gràcies. | » |

Es creu que les seves darreres paraules van ser "Desitjo una llarga vida i prosperitat per sempre a l'Emperador". Aquesta oració havia estat el principi rector de la seva vida.
El Cap de l'Estat Major a les Filipines, Akira Mutō, va ser executat al desembre de 1948 després d'haver estat trobat culpable de crims de guerra. Paradoxalment, el general Masaharu Homma, que havia tornat a la vida civil, va ser executat com a militar, és a dir, afusellat, mentre que Yamashita va ser penjat.